# Allotraeus
Allotraeus is een kevergeslacht uit de familie van de boktorren (Cerambycidae). De wetenschappelijke naam van het geslacht werd voor het eerst geldig gepubliceerd in 1887 door Bates.

## Soorten
Allotraeus omvat de volgende soorten:
- Allotraeus griseolus Holzschuh, 2007
- Allotraeus pallidipennis Ohbayashi, 1958
- Allotraeus sphaerioninus Bates, 1877